# Euston Post Cemetery
Euston Post Cemetery is een Britse militaire begraafplaats met gesneuvelden uit de Eerste Wereldoorlog, gelegen in de Franse gemeente Laventie in het departement Pas-de-Calais. De begraafplaats bevindt zich meer dan drie kilometer ten zuidwesten van het centrum van Laventie, langs de weg tussen La Bassée en Stegers. Het terrein is 844 m² groot, is aan drie zijden begrensd met een lage natuurstenen muur en wordt onderhouden door de Commonwealth War Graves Commission. Het Cross of Sacrifice staat vooraan rechts bij de toegang.
Er worden 42 doden herdacht, waarvan 2 niet geïdentificeerd kon worden.

## Geschiedenis
De begraafplaats werd genoemd naar een knooppunt ten noordoosten van de weg van Estaires naar La Bassée, waar ook een smalspoor was aangelegd (gekend als The London and North Western). De begraafplaats werd in januari 1915 aangelegd in een boomgaard en bleef tot oktober van dat jaar in gebruik.
Er liggen 41 Britten (waaronder 1 niet geïdentificeerde) en 1 onbekende Duitser begraven.
- soldaat Walter Pickard diende onder het alias W. Barnes bij de Connaught Rangers.